# Iwan Panfiłow
Iwan Wasiljewicz Panfiłow (ros. Иван Васильевич Панфилов; ur. 1 stycznia?/13 stycznia 1893 w Pietrowsku w guberni saratowskiej, zm. 18 listopada 1941 w Gusieniewie pod Moskwą) – radziecki wojskowy, generał major gwardii.

## Życiorys
W 1915 r. został powołany do armii rosyjskiej i walczył podczas I wojny światowej z Niemcami na froncie południowo-zachodnim, dosłużywszy się stopnia feldfebla. W 1918 r. wstąpił ochotniczo do Armii Czerwonej, a w 1920 r. do WKP(b). Walczył w wojnie domowej w Rosji oraz wojnie polsko-radzieckiej w składzie 1 Saratowskiego Pułku Piechoty 25 Dywizji Strzeleckiej (Czapajewa). Po wojnie ukończył szkołę piechoty, walczył następnie w środkowej Azji z basmaczami.
Od 1938 r. był komisarzem wojskowym Kirgiskiej SRR, w 1940 r. awansował na stopień generała majora. Po ataku Niemiec na ZSRR uczestniczył w formowaniu 316 Dywizji Strzeleckiej, która pod jego dowództwem w październiku i listopadzie 1941 uczestniczyła w bitwie pod Moskwą, broniąc podejść do Moskwy na kierunku Wołokołamska. Panfiłow zginął w walce 18 listopada 1941 r. w okolicach wsi Gusieniewo w rejonie wołokołamskim obwodu moskiewskiego. Cztery godziny po śmierci generała jego dywizja została w uznaniu zasług bojowych przemianowana na 8 Gwardyjską Dywizję Strzelecką.  
Pośmiertnie został mu nadany 12 kwietnia 1942 r. tytuł Bohatera Związku Radzieckiego i Order Lenina. Był ponadto odznaczony dwukrotnie Orderem Czerwonego Sztandaru (1921, 1929). Po śmierci jego nazwiskiem nazwano m.in. miasto Żarkent, liczne zakłady i kołchozy oraz 8 Zmotoryzowaną Dywizję Strzelecką; jego żołnierzy nazywano „panfiłowcami”.